# Breznica (Kroatië)
Breznica is een gemeente in de Kroatische provincie Varaždin.
Breznica telt 2304 inwoners (2001).

## Plaatsen in de gemeente
- Bisag
- Borenec
- Breznica
- Čret Bisaški
- Drašković
- Jales Breznički
- Jarek Bisaški
- Mirkovec Breznički
- Podvorec
- Tkalec

Steden (gradovi): Varaždin · Ivanec · Lepoglava · Ludbreg · Novi Marof · Varaždinske Toplice

Gemeenten (općine): Bednja · Beretinec · Breznica · Breznički Hum · Cestica · Donja Voća · Gornji Kneginec · Jalžabet · Klenovnik · Ljubešćica · Mali Bukovec · Martijanec · Maruševec · Petrijanec · Sračinec · Sveti Đurđ · Sveti Ilija · Trnovec Bartolovečki · Veliki Bukovec · Vidovec · Vinica · Visoko